# 1490 en musique classique
| \| • Retour à la chronologie générale de la musique classique • \| |
| Grèce • Rome • Haut Moyen Âge • VIIIe siècle • IXe siècle • Xe siècle • XIe siècle XIIe siècle • XIIIe siècle • XIVe siècle • XVe siècle • XVIe siècle • XVIIe siècle XVIIIe siècle • XIXe siècle • XXe siècle • XXIe siècle |
| • Retour à la chronologie générale de la musique classique • |

| Années en musique classique : 1487 - 1488 - 1489 - 1490 - 1491 - 1492 - 1493    |
| Décennies en musique classique : 1460 - 1470 - 1480 - 1490 - 1500 - 1510 - 1520 |

## Naissances

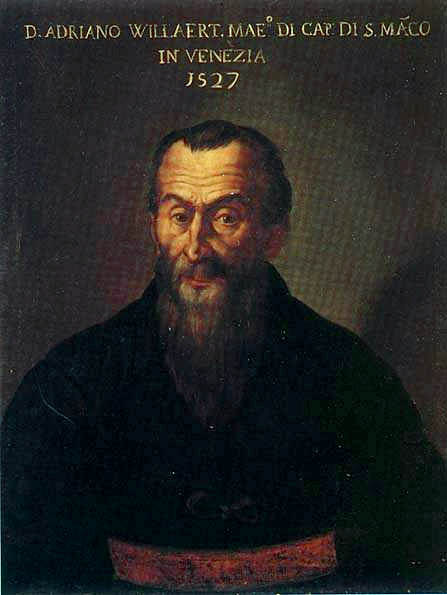
Adrien Willaert

- 6 mars : Fridolin Sicher, organiste et compositeur suisse († 13 juin 1546).

Date indéterminée :
- Claudin de Sermisy, compositeur français († 13 octobre 1562).
- John Taverner, compositeur anglais († 18 octobre 1545).

Vers 1490 :
- Johannes Galliculus, compositeur, théoricien, Thomaskantor allemand († vers 1550).
- Giovanni Lanfranco, organiste italien († 1545).
- Adrien Willaert, compositeur franco-flamand († 7 décembre 1562).
- entre 1485 et 1490: Costanzo Festa, compositeur italien († 1545).